# Prostituzione in Iran
L'esercizio della prostituzione in Iran è illegale e comporta varie pene che vanno da multe a condanne detentive per i recidivi.
Il dipartimento di Stato degli Stati Uniti d'America ha collocato nel 2007 il paese a livello 2 nel suo annuale rapporto riguardante il traffico di esseri umani, affermando che: "non è pienamente conforme con gli standard minimi per l'eliminazione del traffico, ma sta compiendo notevoli sforzi per farlo". Nel 2010 l'Iran è stato declassato a livello 3 sottolineando il fatto che il paese non faccia nessuno sforzo significativo per risolvere i problemi di traffico, soprattutto in relazione alla prostituzione e al lavoro forzato.

## Storia
L'esatto numero di prostitute che lavorano in Iran è sconosciuta, tuttavia esse sono visibili negli angoli delle strade di alcune grandi città; molte di loro sono scappate dalla miseria e/o dalla guerra e sono azere, indiane, afghane e pakistane rimaste vittime del traffico di rifugiati che le ha introdotte nel racket della prostituzione.
Nel 2002 il quotidiano nazionale Entekhab ha stimato che vi potessero essere 85.000 prostitute nella sola Teheran; successive retate compiute dalla polizia hanno portato ala luce anche giri di prostituzione minorile. Lo psichiatra Mahdis Kamkar crede che l'aumento del fenomeno sia un sintomo di problemi sociali più ampi, tra cui situazioni familiari difficili, divorzi, crisi d'identità e contraddizioni sociali.
Prima della rivoluzione islamica, le prostitute erano confinate in quartieri distinti, come quello di Shahr-e-no nella capitale: il nuovo governo d'impostazione religiosa teocratica si è premunito di demolire il quartiere e cominciare a punire la prostituzione tramite flagellazione. Da allora in poi i bordelli sono illegali.

### Scandalo prostituzione
Nel 2008 il generale Reza Zarei, capo della polizia di Teheran, è stato arrestato all'interno d'una casa di tolleranza in compagnia di sei prostitute; l'arresto ha creato notevole imbarazzo per il governo dell'allora presidente Mahmud Ahmadinejad in quanto Zarei era incaricato proprio di "estirpare il vizio" dalla città. La procura incaricata del caso ha osservato che il militare avrebbe sfruttato il suo ufficio per trarre materialmente profitto dalla prostituzione.

## Il "matrimonio temporaneo"
Mentre qualsiasi forma di prostituzione rimane illegale in tutto il paese, esiste l'istituzione definita del "matrimonio temporaneo" (Shiah, ma chiamata solitamente Sigheh in Iran) consente rapporti contrattuali a breve termine tra i due sessi: viene consegnata una dote alla moglie temporanea e l'unione scade automaticamente senza alcun bisogno di ricorrere al divorzio. Secondo un piccolo numero di studiosi, quest'istituto è attuato in modo abusivo come copertura legale della prostituzione.